# Spalax arenarius
Spalax arenarius je vrsta slepega kužeta, podzemnega glodavca, ki je razširjena levo od ustja reke Dneper ob severni obali Črnega morja – je torej ukrajinski endemit.

## Telesne značilnosti
Odrasli zrastejo 190–275 mm v dolžino in dosežejo 380–660 g telesne mase, pri čemer so samci nekoliko večji od samic. Rep je tako kratek, da na zunaj ni viden. Kožuh je blede rumenkasto-sive barve, s svetlejšim obraznim delom in bolj sivkastim trebuhom. Svetlejši greben iz dlake poteka ob strani glave od smrčka do uhljev.
Od sorodnih in zelo podobnih vrst se najzanesljiveje ločijo po anatomiji lobanjskih kosti, je pa v svojem okolju edina vrsta slepega kužeta, zato je določanje po nahajališču prav tako možno.

## Ekologija in vedenje
Habitat vrste so peščena stepska tla ob severni obali Črnega morja, redko porasla s pelinom in mlečkovkami. Sorodne vrste kopljejo v kompaktnejši prsti. Pri tem se tudi S. arenarius izogiba čistega peska, zato sklepajo, da je razširjenost v takem habitatu posledica pomanjkanja primernejših vrst tal na tem območju, ki ga obdajajo prav tako zanj neprimerna tla z veliko vsebnostjo gline, kar je posledica človekove aktivnosti.
Prehranjuje se z objedanjem raznolikih rastlin, kot so možina (Erygnium), pelin (Artemisia) in kozja brada (Tragopogon). Jeseni si naredi zaloge v brlogu.
So samotarske živali, ki si ustvarijo teritorije velike približno 0,2 ha in pod zemljo kopljejo tudi do 200 m dolge prehranjevalne rove, povezane s sistemom kamric za prebivanje meter pod zemljo. Do drugih pripadnikov iste vrste so agresivni. Prepoznavni so po velikih »krtinah« na površju, ki lahko dosežejo skoraj meter premera in pol metra v višino. Včasih povzročajo nevšečnosti kmetovalcem in vrtičkarjem.

### Razširjenost
Ima najmanjše območje razširjenosti med vsemi slepimi kužeti, saj naseljuje le peščena stepska območja ob izlivu Dnepra. Celotno območje razširjenosti naj bi bilo veliko le 2000–3000 km² in se zmanjšuje, velikost populacije pa ocenjujejo na 15.000–20.000 osebkov s petih znanih lokalitet.

### Ogroženost in varstvo
Spalax arenarius je deležen precejšnje pozornosti biologov zaradi majhnega območja razširjenosti, ki predstavlja dejavnik ranljivosti vrste. Območje se skozi zgodovino krči, saj ljudje delajo kanale za namakanje in sadijo iglavce za preprečevanje širjenja polpuščave, predvsem na območju tamkajšnjih Oleških peščin. Oboje je za vrsto neprimeren habitat.
Del območja razširjenosti je zavarovan kot črnomorski državni rezervat. Le v tem delu je populacija stabilna, sicer pa se zmanjšuje. Zaradi tega in izjemno ozkega areala je Spalax arenarius opredeljen kot prizadeta vrsta po merilih Svetovne zveze za varstvo narave.
Dodatno ga v zadnjih letih ogrožajo spopadi ob ruski invaziji na Ukrajino, med katerimi je bilo tudi to območje prizorišče bojev. Zaradi uničenja jezu Kahovka leta 2023 je bil znaten del območja razširjenosti poplavljen, kar vzbuja dodatne skrbi, vendar je vrsta sicer prilagojena na redne poplave, ki jih je šele v sodobni zgodovini omejila zajezitev Dnepra. Kljub temu naj bi ta poplava uničila tretjino populacije.

## Taksonomija
Sprva je bil takson opisan kot podvrsta bližnje sorodnega Spalax zemni, s katerim sta sestrski vrsti. Ob reviziji mu je bil dodeljen status samostojne vrste, kar potrjujejo tudi sodobne molekularne študije. Vrsti sta se verjetno ločili, ko je reka Dneper spremenila tok in nepremostljivo oddelila del populacije. Drugi avtorji so ga obravnavali tudi kot podvrsto Spalax microphthalmus ali Spalax giganteus.